# Bulbophyllum thelantyx
Bulbophyllum thelantyx là một loài phong lan thuộc chi Bulbophyllum.